# Morvai Krisztina
Morvai Krisztina (Budapest, 1963. június 22. –) magyar jogász, politikus, volt független európai parlamenti képviselő, egyetemi docens az ELTE Állam- és Jogtudományi Karán. A magyarországi családon belüli erőszak jelentős kutatója, az 1990-es években feminista aktivista volt. 2006 és 2008 között a Civil Jogász Bizottság társelnöke volt. Morvai Krisztina 2019. április 1-én bejelentette, hogy a politikától, és a nyilvános közéleti szerepvállalástól is búcsúzik.
A Jobbik Magyarországért Mozgalom listavezetője volt a 2009. évi EP-választáson, 2019-ig független képviselő az Európai Parlamentben.

## Élete
Szülei Fekete Klári divatmodell és Morvai Miklós közgazdász. Az ELTE Apáczai Csere János Gyakorlógimnáziumában érettségizett biológia-latin tagozaton, majd az ELTE Állam- és Jogtudományi Karán szerzett diplomát 1986-ban cum laude fokozattal. Egy évig ügyvédjelölt volt a Pest Megyei Ügyvédi Kamara alkalmazásában, majd bírói szakvizsgát tett.
1987-től az ELTE Állam- és Jogtudományi Kar Büntetőjogi Tanszékén tanít, jelenleg docensi beosztásban. 1989-ben Londoni Egyetem Kings College jogi karán tanult, ahol a Master of Law (LL.M) szintű diplomát kapott. 1993–94-ben az Amerikai Egyesült Államokban, a Wisconsin–Madison Egyetem (Madison) Jogi Karán tanított, 1995-ben az évet Strasbourgban töltötte, ahol az Európai Emberi Jogi Bizottság jogászaként dolgozott.
2003-ban kapta meg a PhD fokozatot, disszertációját a családon illetve párkapcsolatokon belül elkövetett erőszakos bűncselekmények büntető anyagi és eljárásjogi, valamint kriminológiai összefüggéseiről írta. 2002–2006 között tagja volt az ENSZ CEDAW bizottságának.
Három lánya van. Férje Baló György, a Magyar Televízió kulturális igazgatója volt, akitől 2011 júliusában elvált. Morvai Krisztina vallásos, hívő római katolikus. Első házasságból egy lánya van: Lili. Baló Györggyel kötött házasságából Vera és Sára (ikrek).

## Jogászi tevékenysége
Elsősorban a büntetőjog egyes „határterületeit” kutatja. Így foglalkozott a „visszamenőleges igazságtétellel”, az abortusz kérdésével, a sértett jogaival a büntetőeljárásban, a HIV pozitív illetve AIDS beteg emberek méltóságával és jogaival, a gyermekek bántalmazásával, szexuális kizsákmányolásával, a prostitúció és nőkereskedelem problémájával valamint a nőkkel szembeni diszkriminációval és a családon belüli erőszakkal. A fenti témakörökkel a Női és Gyermekjogi Kutató és Oktató Központ vezetőjeként foglalkozott. Szintén vizsgálta egyes multinacionális cégek magyar munkavállalókkal szembeni jogsértéseit.

### A családon belüli erőszak
1998-ban jelent meg Morvai Krisztina Terror a családban című könyve, melyben a családon belüli erőszak témakörét elemezte, Magyarországon ez volt az első jelentősnek mondható könyv e kérdésben. A jogásznő 1998-tól kezdve számos konferenciát, beszélgetést, előadást tartott a partnerbántalmazás, feleségbántalmazás témájáról. Számos ügyben segítséget nyújtott a bántalmazott nőknek, gyermekeknek, képviselte őket bírósági tárgyaláson. Célul tűzte ki, hogy be kell vezetni a távoltartás intézményét Magyarországon illetve egy önálló büntetőjogi tényállást kellene alkotnia az Országgyűlésnek a családon belüli erőszakról. Küzdött azért, hogy a nemzetközi egyezmények ajánlásait emeljék be a magyar gyakorlatba, legyen büntetendő cselekmény a fenyegető zaklatás, hozzanak létre biztonságos menedékházakat nők és gyermekek számára. Számos mozgalmat indított el, kiállt a feminista jogszemlélet mellett, tiltakozó akciókat szervezett. 2003-ban ötvenezer aláírást gyűjtött össze azért, hogy a törvény erejével lehessen megfékezni és visszaszorítani a családon belüli erőszakos bűncselekmények számát.
A nagy port felvert Simek Kitty-ügyben Morvai Krisztina segítséget nyújtott a 14 éves vádlott Simek Kittynek, aki agyonlőtte erőszakos, bántalmazó nevelőapját, miközben az aludt. A lányt elítélték, de Mádl Ferenc köztársasági elnök kegyelmet adott a lánynak. A történetről és a családon belüli erőszak folyamatáról, elemeiről a jogásznő könyvet is megjelentetett (Kitti – Rettegés és erőszak otthon).

### Prostitúció elleni mozgalom
Morvai egyike volt 2003-ban A Prostitúció Nélküli Magyarországért Mozgalom alapítóinak. A mozgalom fellépett a prostitúció magyarországi legalizálása ellen, követelte, hogy büntessék meg a prostituált „szolgáltatásait” igénybe vevőt, új büntető-jogszabályok meghozatalát tűzte ki célul és elítélte a türelmi zónák létét.

### Fellépései a rendőri túlkapások ellen
Morvai Krisztina a 2006-tól kezdődött kormányellenes tüntetések során számos alkalommal állt ki a tüntetők mellett, illetve többedmagával megalapította a Civil Jogász Bizottságot, amely igen élesen támadta a rendőrséget és a rendőri vezetőket a kormánypárti politikusokkal egyetemben az elkövetett jogsértések miatt.

## A politikában

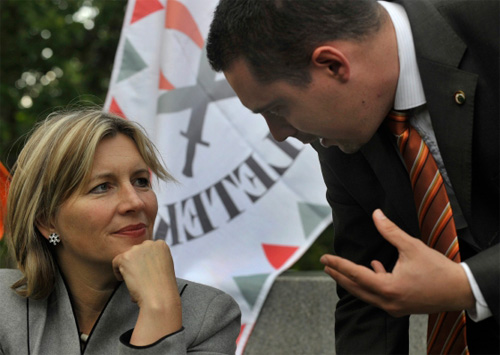
Morvai Krisztina és Vona Gábor

Morvai saját elmondása szerint az 1990-es években még szemben állt az akkor liberális irányultságú Fidesszel, de az egykori rossz viszony ellenére később őt jelölték az ENSZ-be küldendő CEDAW-aktivistának, amit békejobbként értékelt. 2006-ban a szocialista–szabaddemokrata koalíciós magyar kormány nem hosszabbíttatta meg Morvai Krisztina tagságát az ENSZ nőjogi bizottságában (CEDAW), helyére Pető Andreát javasolták. Morvai álláspontja szerint kirúgása izraeli nyomásra történt egyik beadványa miatt, amely az izraeli területen élő arab és beduin nők helyzetével foglalkozott. Válaszul nyílt levélben hívta fel a figyelmet, hogy Pető Andrea az Esztertáska nevű „cionista” nőszervezet alapító tagja, ezért szerinte alkalmatlan az európai értelemben vett emberi jogok képviseletére. Értékelését a megbíráltak a kormánypárti sajtóval együtt antiszemitának minősítették, de hozzájárult ahhoz, hogy Pető Andrea végül ne kapja meg a kinevezéséhez szükséges szavazatszámot. Jelenleg a CEDAW-nak nincs Magyarországról delegált képviselője.
2006 őszétől fokozatosan kapcsolódott be Magyarország napi politikai életébe. A tüntetéseken átélt negatív élmények is hozzájárultak ahhoz, hogy egyre jobban érdekelni kezdte a politika, és fokozatosan a Jobbik szimpatizánsa, majd arca lett, noha nem tagja a pártnak.
2008-ban elvállalta a Jobbik európai parlamenti választásra összeállított listájának vezető helyét. Így a 2009-es Európai parlamenti választásra a Jobbik Magyarországért Mozgalom listavezetőjének jelölte. Morvai Krisztina a sikeres EP-választási szereplés ellenére sem lett tagja a Jobbiknak. 2009 decemberében elvállalta, hogy a 2010-es parlamentbeli köztársasági elnök-választásra a párt jelöltje legyen.
A 2018-as magyarországi országgyűlési választás előtt Morvai egyre többet kritizálta a Jobbik balratolódását, ezért a Jobbik országos választmányának küldöttei 2018 áprilisi ülésükön egyhangúlag felszólították a párt országos vezetését, hogy hívja vissza európai parlamenti mandátumából Morvai Krisztinát, mivel közleményük szerint Morvai a Jobbik ellen kampányt folytatva a Fidesz hatalomban maradását segítette. A visszahívási kezdeményezést a Jobbik elnöksége az aznapi ülésén ellenszavazat nélkül meg is szavazta. Morvai a visszahívásra úgy reagált, hogy ehhez a pártnak nincs joga, ő mindenképpen kitölti mandátumát a 2019-ben esedékes következő EP választásokig.
2019. április 1-jén bejelentette, hogy a politikától, és a nyilvános közéleti szerepvállalástól is búcsúzik.

## Tanulmányai, könyvei
- A sértettek támogatása a büntetőeljárásban. Rendészeti Szemle. 1991/2.
- Emberi jogok, jogállamiság és a „visszamenőleges” igazságszolgáltatás. Jogtudományi Közlöny. 1992/2. 62-71.
- Continuity and Discontinuity in the Legal System: What it Means for Women. UCLA Women’s Law Journal. 1994/1.
- Gender Discrimination – Related Cases Before the European Commission and Court of Human Rights. = Promoting Human Rights and Civil Society in Central and Eastern Europe. 1995
- What is Missing the Rhetoric of Choice? UCLA Women’s Law Journal. 1995
- A nemek közötti esélyegyenlőség – a diszkrimináció tilalma. = Egyenlő esélyek és jogharmonizáció. A nemek közötti megkülönböztetés tilalma a nemzetközi kötelezettségek tükrében. Szerk.: Gyulavári Tamás. Budapest, Munkaügyi Minisztérium Egyenlő Esélyek Titkársága – Integrációs Stratégiai Munkacsoport, 1997
- Magánügy-e a feleségbántalmazás? Belügyi Szemle. 1998/3. 55-71.
- Terror a családban. A feleségbántalmazás és a jog. Budapest, Kossuth Kiadó, 1998
- Család, állam, előítélet. Fundamentum. 1999/4. 109-112.
- A „gyermekekkel szembeni rossz bánásmód” (erőszak, elhanyagolás, visszaélés) Magyarországon az ezredfordulón – büntetőbírósági ítéletek tükrében. Collega. 2002/3. 13-20.
- Morvai Krisztina–Simek Kitti: Kitti. Rettegés és erőszak – otthon; Rejtjel, Bp., 2005, ISBN 9637255095
- Magunkfajták – Morvai Krisztinával beszélget Kovács Zsolt – Kairosz Kiadó, 2008
- Tíz év az Európai Parlamentben; riporter Kovács Zsolt; Kairosz, Bp., 2018

## Filmszerepek
- Locomotiv GT: Ő még csak most 14 (videoklip / zenés TV-műsor [Slágerszerviz, 1974. 06. 08, MTV]) (1974).[16]